# Kol'čugino
Kol'čugino (anche traslitterata come Kolčugino o Kolchugino) è una cittadina della Russia europea centrale (Oblast' di Vladimir), situata sul fiume Pekša, 74 km a nordovest di Vladimir; è il capoluogo amministrativo del distretto omonimo.
La cittadina venne fondata nel 1871 in seguito alla costruzione di un importante stabilimento metallurgico; il fondatore era Aleksandr Grigor'evič Kol'čugin, che diede poi il nome al neonato insediamento. Lo status di città è del 1931.

## Società

### Evoluzione demografica
Fonte: mojgorod.ru
- 1897: 2.800
- 1939: 5.800
- 1959: 9.900
- 1979: 14.900
- 1989: 15.800
- 2007: 13.600